# Jacques Marquet
Jacques Marquet, conosciuto anche come Jaime Marquet (Parigi, 1710 – Madrid, 1782), è stato un architetto francese.

## Biografia
Nel decennio del 1750 giunse a Madrid al seguito di Fernando de Silva y Alvarez de Toledo, XII duca d'Alba, ambasciatore spagnolo in Francia, con lo scopo di costruire il palazzo dei duchi d'Alba a Piedrahíta. 
Il duca d'Alba lo introdusse alla corte del re  Ferdinando VI. Una volta inserito, iniziò a lavorare alla pavimentazione della città di Madrid.
Nel 1755 entrò nella Real Academia de Bellas Artes de San Fernando.
Tra il 1756 e il 1760, mentre iniziava il suo percorso nella capitale spagnola, re Ferdinando VI incaricava l'architetto Ventura Rodríguez di dirigere la demolizione dei blocchi di case 205 e 206, che confinavano con la Puerta del Sol, per costruire un edificio dove accentrare il servizio delle poste della corte. Nel 1759 Ferdinando VI morì.
La predilezione per il gusto francese della corte borbonica, insieme all'ascesa al potere del re Carlo III e il supposto disaccordo tra il monarca e Ventura Rodríguez furono le cause determinanti che condussero all'incarico conferito all'ultimo momento a Jacques Marquet, di elaborare il progetto (1760) e la costruzione (1766-68) della Real Casa de Correos, che fu l'opera più importante da lui costruita.

## Opere
- Palazzo dei duchi d'Alba, Piedrahíta (Avila) (1755-66)
- Rimessa della Regina Madre, Aranjuez, Madrid (1758)
- Real Casa de Correos della Puerta del Sol, Madrid (1760-68)
- Caserma delle reali guardie spagnole e valloni, Aranjuez (1770-72)
- Teatro Reale di Carlo III di Aranjuez, (1767), primo teatro coperto di Spagna.
- Teatro Reale di Carlo III, San Lorenzo de El Escorial, Madrid (1771-72)

### Galleria di immagini

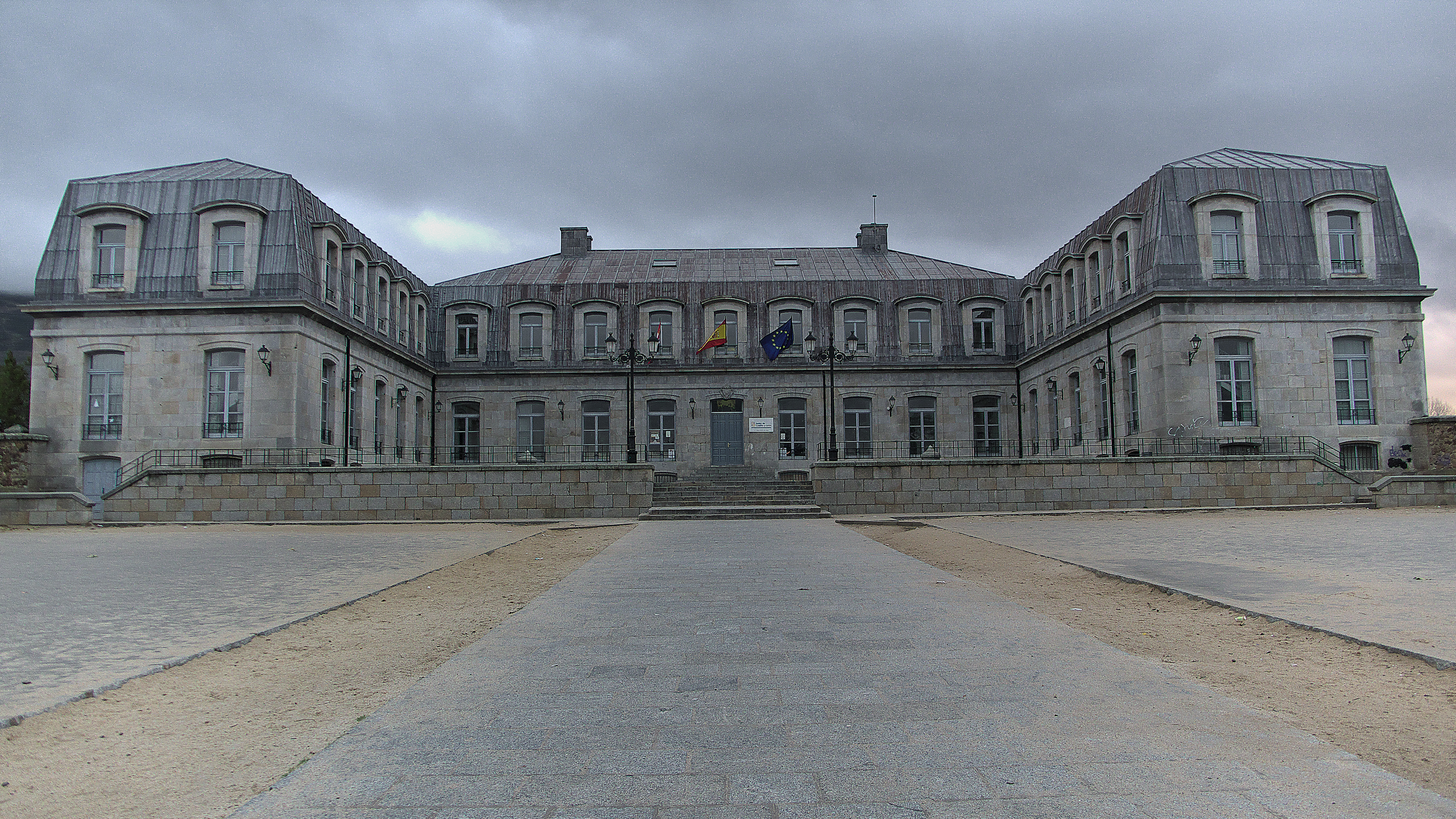
Palazzo dei duchi d'Alba, Piedrahita, Ávila
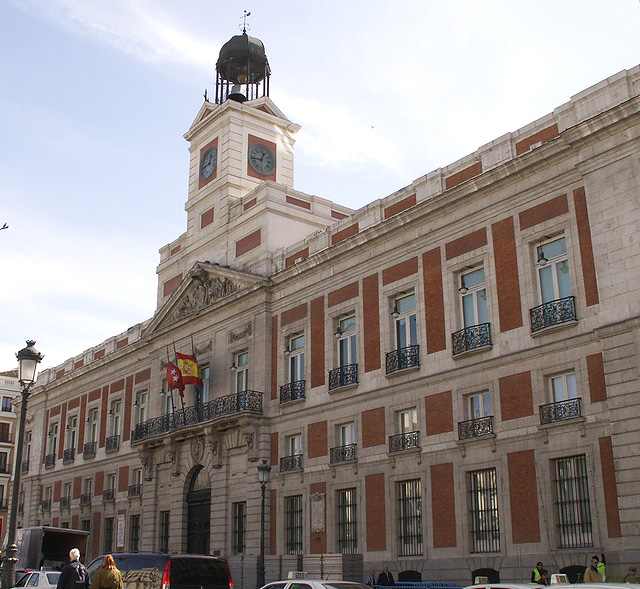
Real Casa de Correos a Madrid
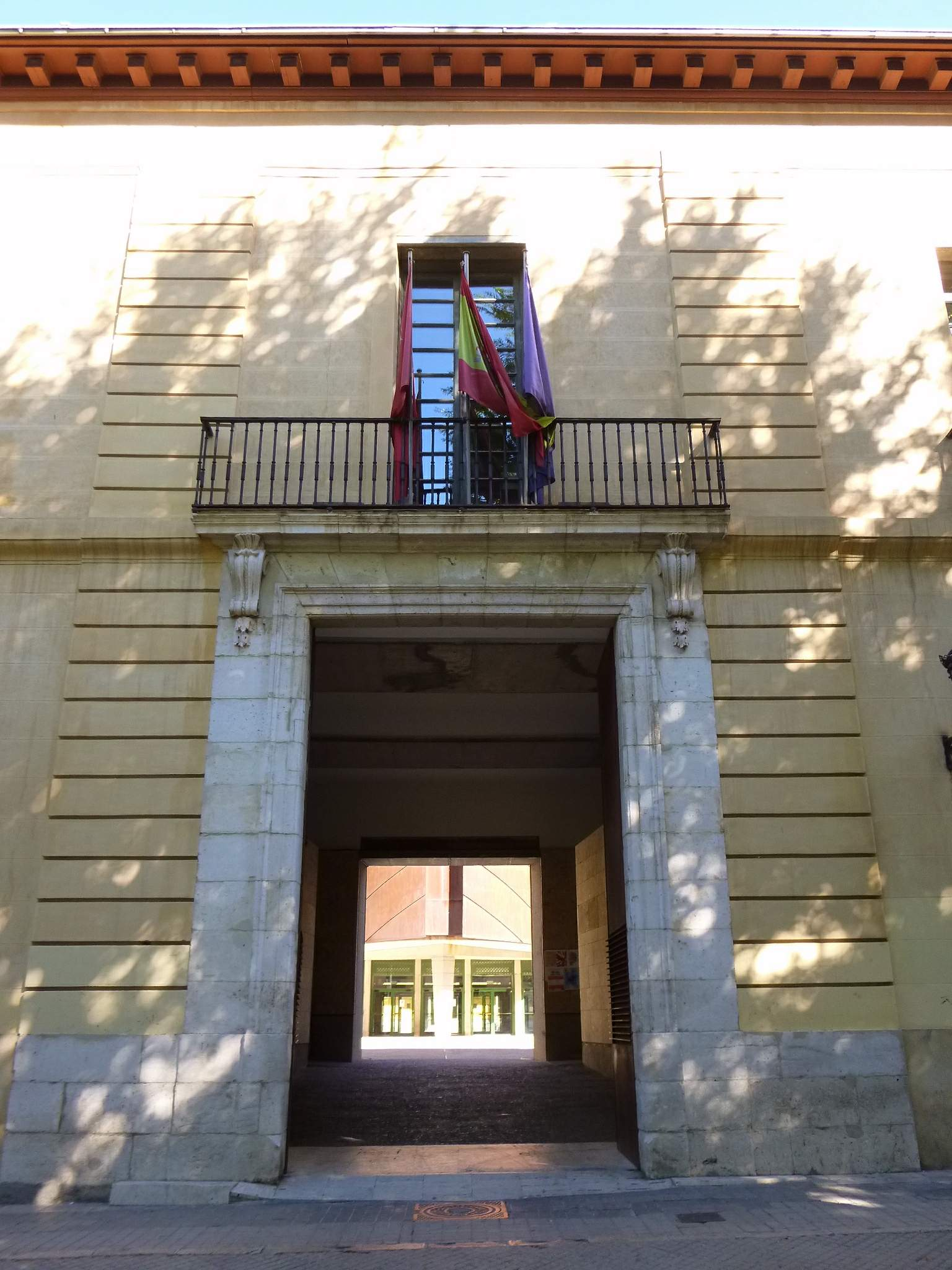
Rimessa della Regina Madre Isabella de Farnesio
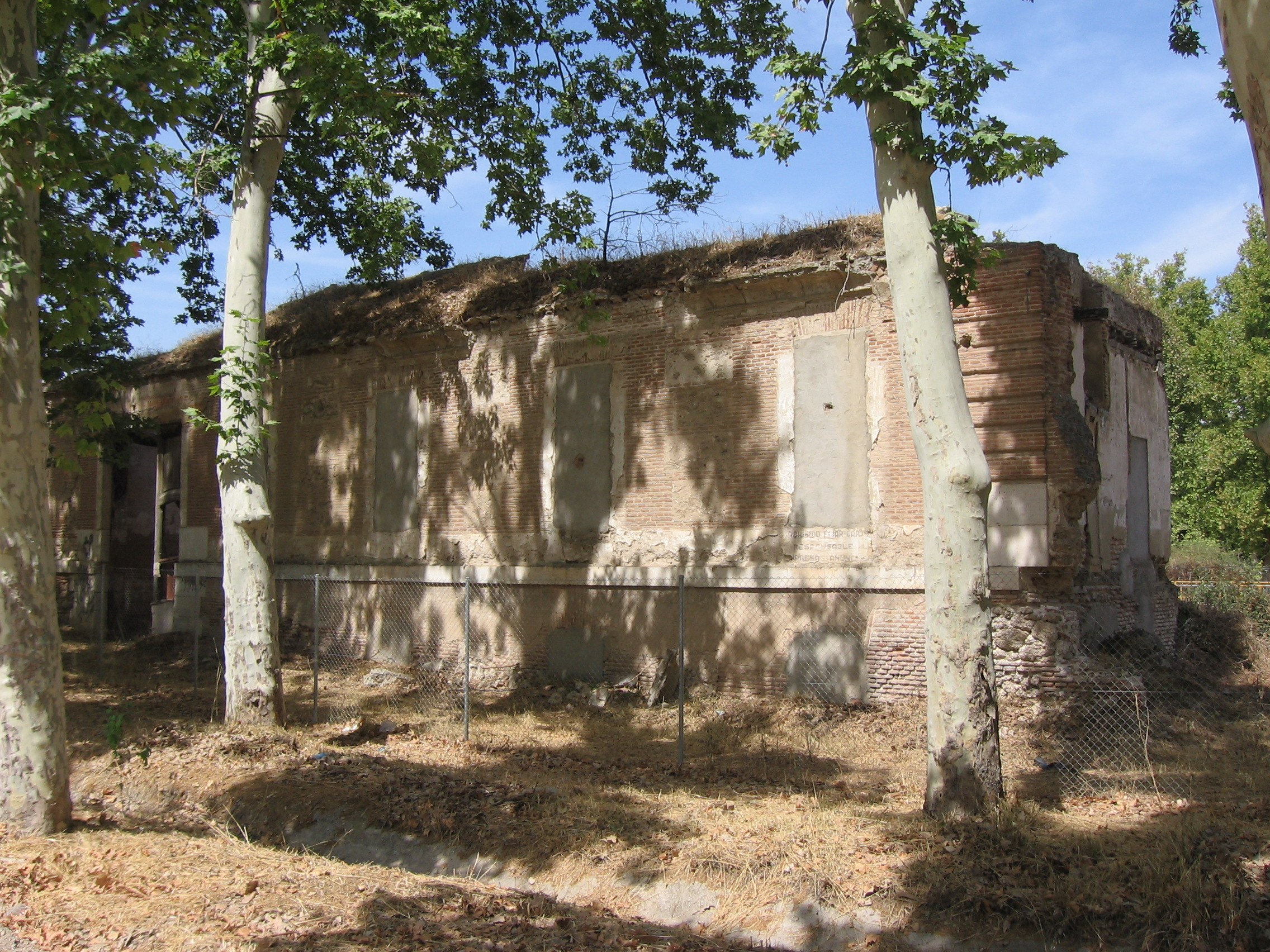
Caserma delle guardie reali spagnole e valloni (oggi in rovina)